# Känguru-Insel-Schmalfußbeutelmaus

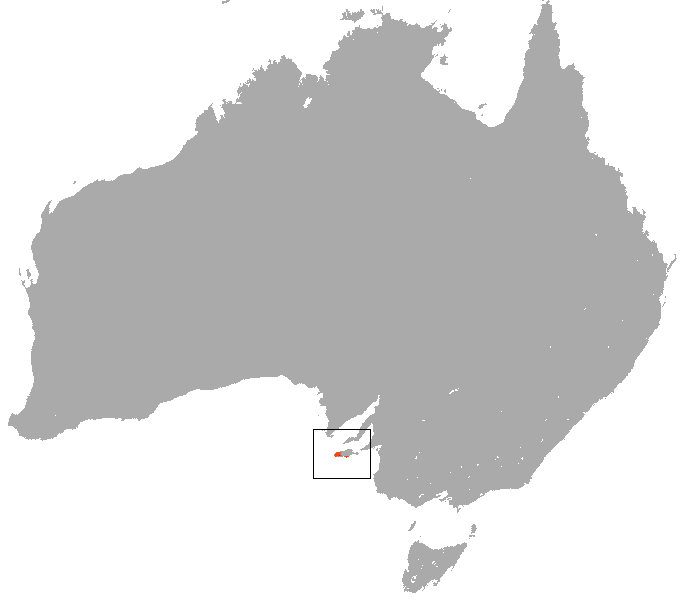
Verbreitungskarte von Sminthopsis aitkeni

Die Känguru-Insel-Schmalfußbeutelmaus (Sminthopsis fuliginosa aitkeni) ist eine Unterart der Graubäuchige Schmalfuß-Beutelmaus (Sminthopsis fuliginosa). Sie kommt nur auf der Känguru-Insel vor der Südküste Australiens vor, wo sie Wald- und Heidegebiete bewohnt. Diese Art ist das einzige Säugetier, das auf der Känguru-Insel endemisch ist. 
Der Artzusatz im wissenschaftlichen Namen ehrt den australischen Zoologen Peter F. Aitken.
Das Fell dieser Beutelmaus ist am Rücken dunkelgrau und am Bauch und im Gesicht hellgrau gefärbt. Sie erreicht eine Kopfrumpflänge von rund 86 Millimetern und eine Schwanzlänge von rund 100 Millimetern. Das Gewicht variiert zwischen 20 und 25 Gramm.
Über die Lebensweise ist nur wenig bekannt. Vermutlich ernährt sie sich von Insekten und anderen Kleintieren und pflanzt sich in der Trockenzeit zwischen September und Januar fort.

## Gefährdung
Aufgrund der Zerstörung ihres ohnehin bereits kleinen Lebensraums wird die Känguru-Insel-Schmalfußbeutelmaus von der IUCN als „vom Aussterben bedroht“ (critically endangered) gelistet.
Die verheerenden Buschbrände in der Saison 2019/2020, die auf der Känguru-Insel in wenigen Tagen etwa 93 Prozent des Lebensraums der Maus zerstörten, stellten eine ernste Bedrohung für die Tierwelt der Kanguru-Insel dar, sodass bereits das Aussterben dieser Art befürchtet wird. Vor den Bränden wurde die Gesamtpopulation auf weniger als 500 Individuen geschätzt.